# Éliane Radigue
Éliane Radigue, née le 24 janvier 1932, est une compositrice française. Le choix et l'utilisation presque exclusive de sons continus, appelés aussi drones, rapproche son esthétique des courants minimaliste et spectral. De 1974 à 2000, elle compose principalement ses œuvres à partir d'un synthétiseur modulaire ARP 2500 et de magnétophones à bandes. Depuis 2001, elle travaille avec de nombreux musiciens et musiciennes à la création de pièces pour instruments acoustiques.

## Biographie
Éliane Radigue naît et grandit à Paris, dans le quartier de Beaubourg. À 19 ans, elle quitte la capitale française pour partir vivre à Nice où elle rencontre l'artiste peintre Arman. Ils se marient en 1951 et ont ensemble trois enfants : Françoise (1951), Anne (1953) et Yves (Yves Arman) (1954-1989). Éliane côtoie alors l'ensemble des artistes de l'École de Nice, notamment Ben, Robert Filliou et Yves Klein. Dès son enfance, elle pratique successivement le piano puis la harpe et s'essaye à la composition. Néanmoins son cheminement dans la musique prend un tournant dans les années 1950 après avoir entendu pour la première fois à la radio L’Étude aux chemins de fer de Pierre Schaeffer, initiateur de la musique concrète. Rencontré en 1955, lors d'une conférence consacrée à Gurdjieff, il l'invite au Studio d'essai puis Éliane devient l'une de ses élèves et travaille au studio lors de séjours à Paris. À la fin des années 1950, elle met un terme à ses fréquentations du Studio d'essai et se consacre à animer des conférences sur la musique concrète. Éliane Radigue et Arman vivent à Nice jusqu'à leur séparation fin 1967. Elle revient s'installer alors à Paris et reprend la composition tout en étant assistante de Pierre Henry. Elle participe à l'élaboration de la pièce L’Apocalypse de Jean. Lorsqu'elle était au Studio d'essai, elle avait déjà effectué quelques montages pour la pièce L'Occident est bleu. C'est au sein du studio Apsome qu'elle développe sa technique et commence à composer des pièces où l'on retrouve des éléments musicaux qui constitueront plus tard l'originalité de sa musique :
- l'utilisation de bourdons ;
- le larsen ;
- une dilatation extrême du temps ;
- des variations infimes des composantes du son.

Toutes ces pratiques sont éloignées des idéaux de Schaeffer et Henry. Par conséquent, elle prend un peu de distance avec le GRM et travaille avec du matériel de studio chez elle (micros, magnétophone à bandes). En parallèle, elle fait des voyages aux États-Unis où elle rencontre nombre de compositeurs minimalistes : La Monte Young, Alvin Lucier, Charlemagne Palestine, James Tenney, Steve Reich, Philip Glass, Terry Riley et Phill Niblock.
En 1970, elle séjourne un an à New York où elle s'initie au travail sur synthétiseur à l'université de New York, dans un studio qu'elle partage avec Laurie Spiegel, elle y compose sa première musique uniquement basée sur l'usage du synthétiseur, un modèle Buchla installé par Morton Subotnick. C'est là qu'elle découvre le synthétiseur qui deviendra son instrument jusqu'en 2000, le synthétiseur modulaire ARP 2500. Au fil du temps, ses compositions évoluent vers plus d'expérimentation, avec la manipulation de bande magnétique, l'utilisation de l'effet Larsen et le design sonore. L'œuvre de Radigue est aussi fortement influencée par le bouddhisme. Au tournant des années 2000, elle collabore avec Kasper T. Toeplitz et abandonne le synthétiseur pour des instruments acoustiques[pas clair].
Au cours des années 1970, Radigue eu une relation amoureuse avec le pianiste Gérard Frémy. Sa pièce Geelriandre (1972) est dédiée à Frémy et ce dernier y joue du piano préparé, l'une des rares apparitions de l'instrument dans l'oeuvre de Radigue.

## Œuvre
Son œuvre se divise en trois périodes
1. 1968-71 : pièces composées à partir de feedbacks ou de systèmes de bandes infinies se désynchronisant dans le temps.
2. 1971-2000 : pièces composées à partir de l'ARP 2500 et de montages de bandes.
3. depuis 2001 : pièces destinées aux instruments acoustiques.

Il est difficile de classifier la musique d'Éliane Radigue tant elle se distingue des grands courants « classiques » de la musique contemporaine. Sa musique fait appel tour à tour à des techniques d'écritures et de compositions se réclamant du courant minimaliste mais aussi, de par la façon dont elle utilise l'instrument, à un courant électroacoustique. La compositrice déroule un espace sonore combinant des sons graves, denses et continus qui évoluent très subtilement au cours du temps.
Après avoir présenté le premier de ses Adnos en 1974 au Mills College, sur invitation de Terry Riley, un groupe d'étudiants français visiteurs remarque le lien profond entre sa musique et la méditation, et lui suggère de s'intéresser au bouddhisme tibétain. Elle se convertit à cette religion par la suite et consacre les trois années suivantes à sa pratique auprès du maître tibétain Tsouglag Mawéi Wangchoug, le 10e Pawo Rinpoché, qui la renvoie ensuite à ses travaux sur la musique.
Elle revient à la composition, reprenant les mêmes méthodes et poursuivant les mêmes buts qu'auparavant, elle termine Adnos II en 1979 et Adnos III en 1980. Puis vint la série d’œuvres consacrée à Milarépa, grand yogi tibetain célébré pour les Mille Chants qui constituent la base de ses enseignements. Ce sont les Songs of Milarepa suivis de Jetsun Mila évoquant la vie de ce grand maître, œuvres soutenues par une « bourse à la création », commande des services culturels français.
À la fin des années 1980 et au début des années 1990, elle se consacre à une œuvre singulière, peut-être son chef-d'œuvre, d'une durée de trois heures, la Trilogie de la mort, dont la première partie, Kyema, Intermediate State, suit le parcours du continuum des six états de la conscience. Une œuvre influencée par le Livre des morts tibétain, par sa pratique de la méditation et par la mort de Pawo Rinpoché et celle de son fils Yves Arman. Le premier volume de la trilogie, Kyema, est son premier enregistrement publié ; il sort sur le label XI de Phill Niblock.
En 2000 est née à Paris sa dernière pièce électronique l'Ile Re-sonante qui a reçu en 2006 le Golden Nica au Festival Ars Electronica à Linz.
En 2004, à la demande du bassiste et compositeur électronique Kasper T. Toeplitz, est créée sa toute première œuvre instrumentale, Elemental II, enregistrée sur le label r.o.s.a., label que Toeplitz crée spécialement pour l'édition de cette œuvre (la pièce est ensuite reprise par le groupe d'improvisation sur laptop The Lappetites qu'elle rejoint, participant à leur premier album Before the Libretto sur le label Quecksilber en 2005). Depuis, elle se consacre à la création d'œuvres pour instruments purement acoustiques. D'abord avec le violoncelliste américain Charles Curtis est créée à New York en décembre 2005 la pièce Naldjorlak, jouée depuis en une trentaine de concerts à travers l'Europe et les États-Unis.  Puis Naldjorlak II pour les deux cors de basset Carol Robinson et Bruno Martinez, créée en septembre 2007 au festival d'Aarau. Les trois musiciens ont ensuite travaillé avec Éliane Radigue au trio Naldjorlak III. L'ensemble des trois volets de Naldjorlak a été présenté à Bordeaux le 24 janvier 2009. En juin 2011 est créée à Londres sa première pièce pour harpe solo Occam I, jouée par Rhodri Davies.
Ses musiques concrètes — de facture électronique — sont régulièrement interprétées, à sa demande, sur orchestre de haut-parleurs, par Emmanuel Holterbach et par Lionel Marchetti.
Elle obtient en 2018 un Coup de cœur musique contemporaine de l'Académie Charles-Cros pour Occam ocean, annoncé le 26 décembre par Omer Corlaix sur France Musique lors de l’émission le concert du soir.

## Décorations
Officier de l'ordre des Arts et des Lettres (2022)

## Sélection de créations
- Chry-ptus New York Cultural Art Center, 1971
- 7th Birth New York, 1972
- Geelriandre Théâtre de la Musique, Paris, 1972
- Psy 847[8] The Kitchen, New York, 1973
- Arthesis Theater Vanguard, Los Angeles, 1973
- Biogenesis and Transamorem Transmortem The Kitchen, New York, 6 mars 1974
- Adnos Festival d'Automne, Paris, 1974
- 7 petites pièces pour un Labyrinthe Sonore GERM, Paris, 1975
- Adnos II Mills College, Oakland, 1980
- Adnos III, Prélude à Milarepa, Experimental Intermedia Foundation, New York, 1982
- 5 Songs of Milarepa San Francisco Art Institute, 1984
- Jetsun Mila, Vie de Milarepa, GERM, Paris, 1986
- Kyema New Langton Arts, San Francisco, 1988
- Kailasha Experimental Intermedia Foundation, New York, 1991
- Koume Mamac, Festival MANCA, Nice, 1993
- Elemental II  Festival Cités soniques, CCmix, 24 janvier 2004
- Naldjorlak[9]  Tenri Cultural Institute, New York, 5 décembre 2005
- Occam I  Christ Church Spitalfields, Londres, 14 juin 2011

## Discographie
- 1969 : E = A = B = A + B (Galerie Yvon Lambert. Réédition par Povertech Industries en 2000)
- 1983 : Songs of Milarepa (Lovely Music)
- 1987 : Jetsun Mila[10] (Lovely Music)
- 1992 : Kyema, Intermediate States (Experimental Intermedia)
- 1992 : Mila's Journey Inspired by a Dream (Lovely Music)
- 1996 : Biogenesis (Metamkine)
- 1998 : Trilogie de la Mort[11] (Experimental Intermedia - Triple-album. Inclut  Kyema Intermediate states)
- 1998 : Songs of Milarepa[12] (Lovely Music - Double-album. Inclut  Mila's Journey Inspired by a Dream)
- 2002 : Adnos I-III[13] (Table of the Elements)
- 2003 : Geelriandre / Arthesis[14] (Fringes Archive)
- 2004 : Elemental II (Records of Sleaze Art)
- 2006 : L'Ile Re-sonante[15] (Golden Nica, Ars Electronica)
- 2007 : Chry-ptus[16] (Schoolmap)
- 2008 : Naldjorlak pour Charles Curtis (Shiiin)
- 2010 : Jouet Electronique / Elemental I[17] (Alga Marghen)
- 2012 : Feedback Works[18] (Alga Marghen)
- 2013 : Naldjorlak I II III (Shiiin)
- 2013 : Opus 17[19]  (Alga Marghen)
- 2013 : Ψ 847[20] (Oral)
- 2017 : Occam Ocean 1 (Shiiin)

### AvecThe Lappetites
- Before the Libretto (Quecksilber, 2005)

- (fr + en) « Interview Eliane RADIGUE », sur chaîne Youtube du groupe de recherche musicale INA-GRM, 2 novembre 2018
- Epsilonia électrons libres avec Éliane Radigue, Radio-Libertaire, 2006.
- (en) Éliane Radigue lovely.com
- (en) Éliane Radigue, kalvos.org
- Éliane Radigue : une musique naturelle, par Lionel Marchetti, sur La Revue des Ressources.

## Filmographie
- 2021 : François Bonnet et Eléonore Huisse, Éliane Radigue - Échos, 22 mars 2021 (présentation en ligne)
- Les Îles Résonnantes, documentaire de Juruna Mallon, France,  2017, 41 min.
- 2012 : Anaïs Prosaïc, Éliane Radigue, l'Écoute virtuose, 61 min[21].